# Уссурийский когтистый тритон
Уссурийский когтистый тритон, или уссурийский тритон, или уссурийский безлёгочный тритон, или когтистый тритон (лат. Onychodactylus fischeri) — вид хвостатых земноводных из рода дальневосточных тритонов семейства углозубов. Эндемик Приморского края России. Некоторыми герпетологами выделяется в монотипический подрод Geomolge Boulenger, 1886.

## Внешний вид
Крупный тритон. Длина тела 5,8—9 см, вместе с хвостом — 12,5—18,4 см. По бокам туловища проходят 14—15 костальных борозд. Окраска бурая или серовато-бурая, с тёмными пятнами и продольной полосой на спине золотистого или коричневатого цвета, которая может разделяться на отдельные пятна. Кожа гладкая. Хвост длинный, цилиндрический, обычно несколько длиннее тела с головой. На задних лапах 5 пальцев. Пальцы передних и задних ног у личинок и частично у взрослых самцов имеют роговые когти.

## Ареал и места обитания
Обитает только на юге Приморского края на Дальнем Востоке России в пределах юго-восточного Сихотэ-Алиня на высотах 300—1684 над уровнем моря. Ранее ареал понимался шире, включая также Корею и китайскую провинцию Ляонин, однако по результатам молекулярно-генетических исследований популяции из этих регионов были выделены в отдельные виды.
Населяет мелкие горные ручьи в хвойных и смешанных кедрово-широколиственных лесах маньчжурского типа с высокой долей граба сердцелистного и густым травостоем. Как правило занимают лишь истоки ручьёв, где поддерживается постоянная температура воды (6—11°C) и высокая влажность воздуха (75—92%). В ручьях, населённых тритонами, обычно имеется толстый слой гальки, а сами они затенены густой растительностью. Тритон не переносит высыхания кожи, поскольку лёгких у него нет: дышит он через кожу и слизистую оболочку ротовой полости.

## Активность
Наиболее активен с сумерках, света избегает, хотя может встречаться и днём. В полной темноте активность снижается. Весной появляются в конце апреля — начале мая при температуре воды около 3°C. В это время и до начала лета большую часть времени проводит в воде. Лето и раннюю осень проводит на суше. К середине осени перемещается обратно в воду, уходя на зимовку в октябре. В качестве зимовальных убежищ использует стволы полусгнивших деревьев, трещины земли и ямки.

## Размножение
Личиночный период длится 2—3 года. Половое созревание наступает на 3—4-м году. Размножение растянуто с конца апреля до августа.

## Питание
Питается бокоплавами, моллюсками, насекомыми.

## Угрозы и охрана

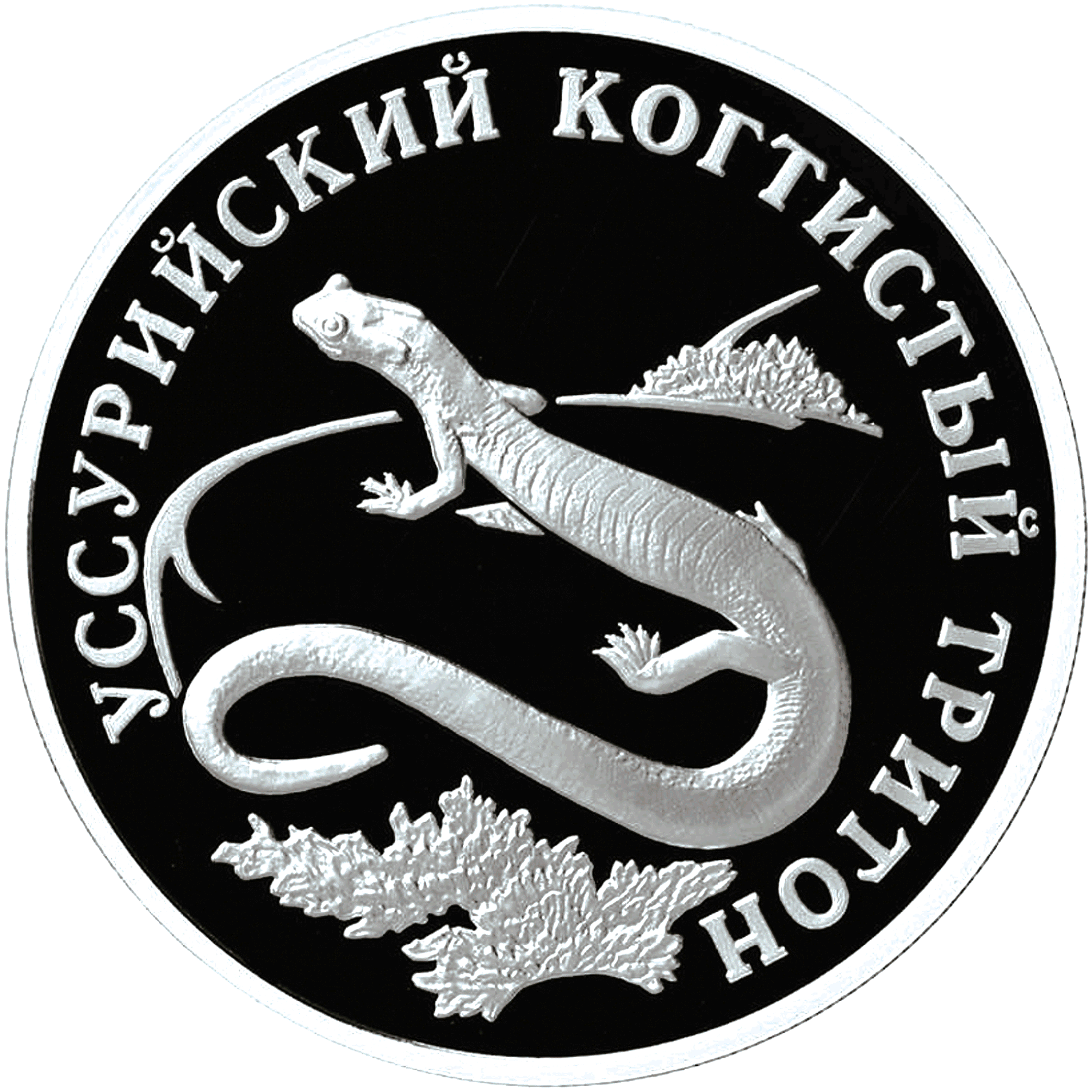
Уссурийский когтистый тритон на серебряной монете номиналом 1 рубль из серии «Красная книга» в 2006 году

Расселение по ручьям ограничивается прессом со стороны хищных рыб. В результате рубок леса меняется гидрологический режим ручьёв, что приводит к снижению численности локальных популяций. Потенциальной опасностью может быть отлов в коммерческих целях. Международный союз охраны природы отнёс вид к категории «близких к уязвимому положению». Занесён в Красную книгу Приморского края и Красную книгу России как сокращающийся в численности вид (категория 2). Охраняется в Уссурийском заповеднике и национальном парке «Зов тигра».